# 臺中市私立致用高級中學
臺中市私立致用高級中學，簡稱致用高中，是一所位於臺灣臺中市大甲區的技術型高中。

## 歷史
- 1963年 3月，周楠獲得大甲鎮長黃子健贊助，撥租下山腳土地三甲土地建校。 6月，開始招生。
- 1968年 6月，增設工科招收電子科，奉准改制「臺中縣私立致用商工職業學校」，並附設夜間補習學校。
- 1969年 增設機工科，60學年度增設汽車修護科及電工科，機械製圖科。
- 1988年 將綜合商業科結束改增設資料處理科及商業經營科，另工業類增設資訊科。
- 1990年 增設美容科。
- 1995年 8月，增設高中部普通科。
- 1997年 8月，榮獲教育部核准辦理綜合高中部學術學程及職業學程。
- 2000年 8月，改制為高級中學，校名為「臺中縣私立致用高級中學」。
- 2008年 綜合高中停招。
- 2010年 隨台中縣市合併為直轄市，校名改為「臺中市私立致用高級中學」。
- 2010年 增設正規班觀光事業科。
- 2012年 更換新式運動服。
- 2018年 增設實用技能班水電技術科、夜間部停招。
- 2019年 增設電競專班、實用技能班餐飲技術科；普通科停招[2]。
- 2020年 增設實用技能班餐飲技術科輪調式建教合作班；夜間部復招。
- 2021年 高中部普通科復招。
- 2022年 增設正規班餐飲管理科、正規班照顧服務科、實用技能班水電技術科階梯式建教合作班。
- 2023年 正規班應用英語科停招。
- 2024年 增設資訊科和烘焙食品科僑生輪調式建教合作班。

## 歷任校長

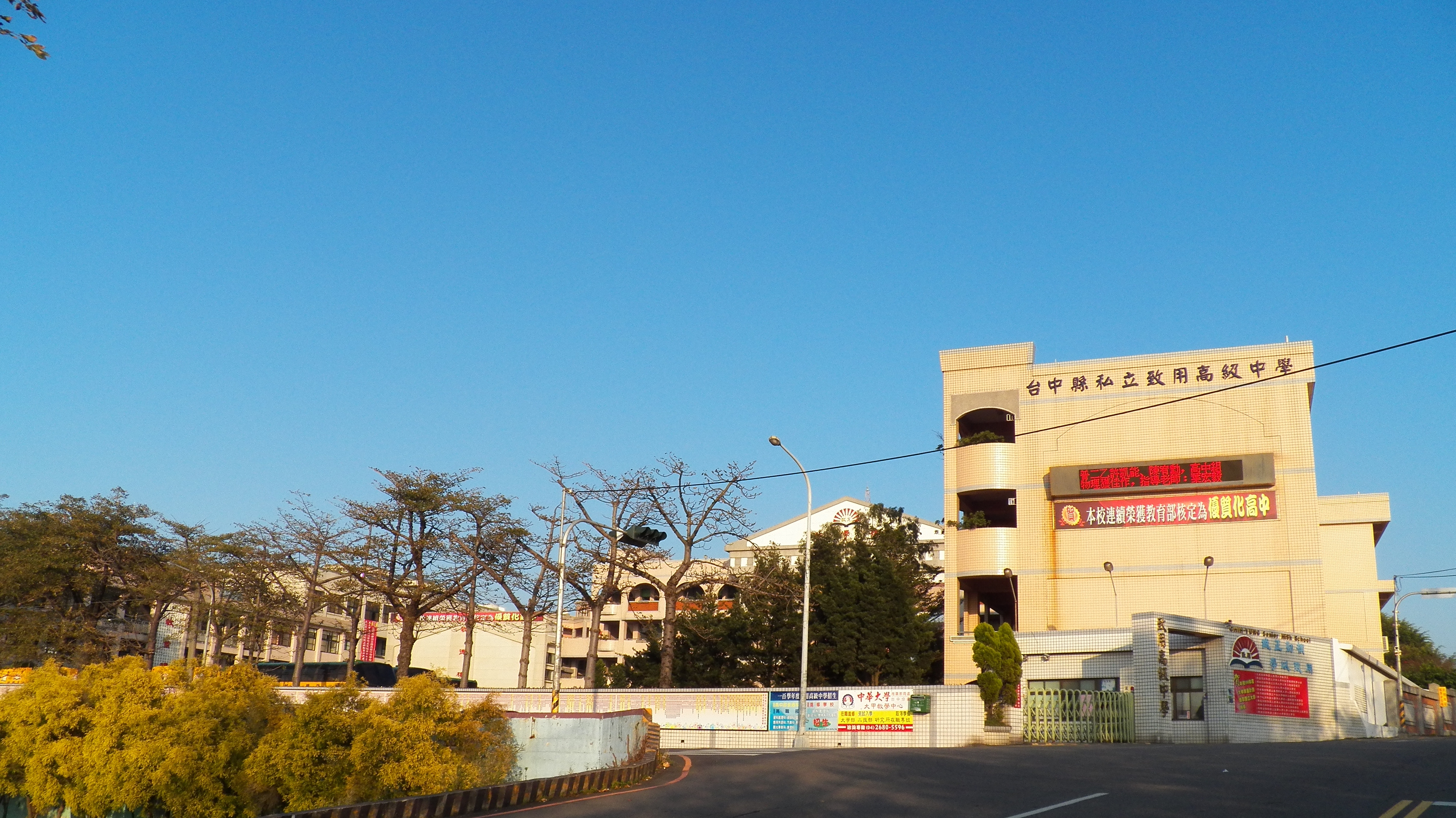
致用高中教學大樓

| 任期 | 姓名   | 任職日期  | 離職日期     | 備註                             |
| ---- | ------ | --------- | ------------ | -------------------------------- |
| 1    | 周楠   | 1962年8月 | 1990年2月    | 董事會推選，屆齡退休             |
| 2    | 陳添旺 | 1990年2月 | 2024年2月[3] | 董事會推選，屆齡退休             |
| 3    | 鄒紹騰 | 2024年3月 | 現任         | 原桃園市光啟高級中等學校校長轉任 |

## 教學單位
|                                                                     |                                     |                                                                             |  |
| - 普通科 - 美容科 - 觀光事業科 - 餐飲管理科/餐飲技術科 - 照顧服務科 | - 機械科 - 汽車科 - 電子科 - 資訊科 | - 資料處理科 - 水電技術科 - 餐飲技術科-建教合作班 - 資料處理科-電競產業專班 |  |

## 外部連結
- 臺中市私立致用高級中學 （页面存档备份，存于）
- 致用高中 - 教育部國民及學前教育署[永久]